# Belchior Pereira
Belchior Alves Pereira (Mértola, 13 de Dezembro de 1926 - Beja, 15 de Janeiro de 2015), foi um político português.

## Biografia

### Nascimento
Belchior Alves Pereira nasceu em 13 de Dezembro de 1926, na vila de Mértola.

### Carreira política e profissional
Era empregado de escritório de profissão.
Em 1949 entrou para o Partido Comunista Português, onde foi militante durante mais de sessenta anos. Esteve integrado no Movimento de Unidade Democrática Juvenil e na Comissão Democrática Eleitoral. Foi um preso político nas cadeias de Aljube e de Caxias.
Fez parte da Comissão Concelhia de Beja do PCP e da Assembleia Municipal de Beja, e foi deputado na Assembleia da Republica nas 3.ª e 4.ª legislaturas, pelo círculo eleitoral de Beja.
Dirigiu a Associação de Reformados do Concelho de Beja, e a Confederação Nacional de Reformados, Pensionistas e Idosos.

### Falecimento
Belchior Alves Pereira faleceu em 15 de Janeiro de 2015, aos 88 anos de idade. O funeral teve lugar no dia seguinte, tendo o corpo sido depositado no cemitério de Beja.

## Homenagens
Na sequência do seu falecimento, foi homenageado pela direcção da Organização Regional de Beja do Partido Comunista Português, que ressalvou os seus esforços pela democracia em Portugal.